# Niall Evalds

a Compétitions nationales et continentales officielles uniquement.

b Matchs officiels uniquement.
Niall Evalds, né le 26 août 1993 à Halifax (Angleterre), est un joueur de rugby à XIII anglais évoluant au poste d'arrière, d'ailier ou de centre dans les années 2010. Il fait ses débuts professionnels avec Salford en Super League en 2013. Objet de quelques prêts à Oldham en 2013, Barrow en 2014 et Halifax en 2017, il reste fidèle à Salford depuis ses débuts. Régulier, il est l'un des artisans de la grande saison 2019 qui voit Salford se qualifier en finale de la Super League.

## Palmarès
- Collectif 
  - Finaliste de la Super League : 2019 (Salford) et 2024 (Hull KR).
  - Finaliste de la Challenge Cup : 2020 (Salford) et 2021 (Castleford).

- Individuel :
  - Élu meilleur joueur de la finale de la Challenge Cup : 2021 (Castleford).

### Statistiques
| Saison | Club    | Compétition  | Matchs | Points | Essais | Goals | Drops |
| ------ | ------- | ------------ | ------ | ------ | ------ | ----- | ----- |
| 2013   | Salford | Super League | 6      | 12     | 3      | 0     | 0     |
| 2014   | Salford | Super League | 13     | 24     | 6      | 0     | 0     |
| 2015   | Salford | Super League | 24     | 68     | 17     | 0     | 0     |
| 2016   | Salford | Super League | 19     | 64     | 16     | 0     | 0     |
| 2017   | Salford | Super League | 20     | 56     | 14     | 0     | 0     |
| 2018   | Salford | Super League | 23     | 52     | 13     | 0     | 0     |
| 2019   | Salford | Super League | 29     | 88     | 22     | 0     | 0     |